# Pedro (escolástico)
Pedro (em latim: Petrus) foi um escolástico bizantino do século V a quem Teodoreto de Cirro endereçou uma carta em 446/447. Nela, solicitou que ele se opusesse às mentiras proferidas por um bispo de nome incerto e ajudasse a assegurar a isenção fiscal dos pobres. Diz-se na carta que Pedro combinava filosofia verdadeira (Φιλοσοφία άληθής) com espanto retórico (δεινότης ρητορική).